# أوريخوفو-زويفو
أوريخوفو-زويفو (الروسية: Орехово - Зуево) هي إحدى مدن روسيا في الكيان الفدرالي الروسي موسكو أوبلاست ومركز منطقة أوريخوفو-زويفو الإداري. تقع على بعد 85 كيلومتر شرق موسكو في منطقة حرجية على نهر كليازما (أحد روافد نهر أوكا). يبلغ عدد سكان المدينة 120,670 نسمة (حسب احصاء عام 2010). مساحة أوريخوفو-زويفو تساوى 36 كيلوميتراً مربعاً.

## لمحة تاريخية واقتصادية
منحت أوريخوفو-زويفو صفة مدينة في عام 1917 بعد اتحاد قرية زويفو (الروسية: Зуево)، قرية أوريخوفو (الروسية: Орехово)، قرية دوبروفكا (الروسية: Дубровка) وبلدة نيكوسكوي (الروسية: Никольское).
في عام 1797، افتتح قن الأرض سافا فاسيليفيتش موروزوف (من مواليد 1770) أول مصنع الحرير في زويفو. وفي عام 1820، سمحت الأرباح من عمله له أن يتحرر من العبودية. عام 1830، انتقلت مصانعه من الضفة المقابلة لنهر كليازما إلى المكان الذي كان يدعى نيكولسكوي.
اثناء أكثر من القرنين كان اقتصاد المدينة يعتمد على صناعة الغزل والنسيج، وضع اساسها التاجر الروسي الشهير سافا موروزوف. حولت صناعة النسيج أوريخوفو-زويفو إلى المركز الصناعي الكبير لروسيا. في سنة 1890 عملت فيها 17 مصنعا واشتغل فيها أكثر من 30000 عامل.
شهدت هذه المدينة في عام 1885 موروزوفسكايا ستاتشكا، وهي إحدى من أكبر إضرابات في روسيا القيصرية. شارك عمال المدينة في حركة الثورة الروسية 1905.
بعد الثورة 1917 جرى تأميم معامل النسيج، وأصبحت معروفة باسم أورخوفو-زويفسكيي خلوبتشاتنو بوماجني كومبينات (بالإنجليزية: the Orekhovo-Zuyevo Cotton Center). تقدمت الصناعة في المدينة حتى اواخر القرن العشرون، حيث تم إغلاق اغلبية المعامل بسبب سوء إدارة التسويق وعدم القدرة على المنافسة مع البضائع المستوردة، التي كانت ذات نوعية أفضل وأقل تكلفة. وانقلبت قاعات المصانع إلى المتاجر الحديثة والمراكز التجارية.
في سنة 1970 منحت أوريخوفو-زويفو وسام ثورة أكتوبر.

### الرياضة
في عام 1908 أسست في أوريخوفو-زويفو أقدم أندية كرة القدم الروسية - «موروزوفتسي». خلال الحقبة السوفياتية، لعب الفريق تحت اسم
زناميا ترودا، وبعد تفكك الاتحاد السوفيتي تم تغيير اسم الفريق إلى سبارتاك-أوريخوفو.

## المدن الشقيقة
| - مادونا (مدينة)، لاتفيا. - نوفوبولوتسك، بيلاروسيا. - بوتسدام، ألمانيا. |

## وصلات خارجية
www.ozmo.ru
www.mojgorod.ru